# 17e division aéroportée
Pour les articles homonymes, voir 17e division.
La 17e division aéroportée ou 17th Airborne Division est une formation militaire aéroportée de l'armée américaine de la Seconde Guerre mondiale, qui fut dirigée par le Major-général William M. Miley.
Elle est mobilisée en avril 1943 mais n'est pas immédiatement envoyée au combat, poursuivant d'abord son entraînement sur le sol américain. Au cours de cette formation, la division prend part à plusieurs grands exercices, notamment la manœuvre Knollwood, laquelle constitue un test de l'efficacité opérationnelle des divisions aéroportées après les performances médiocres de celles-ci lors de l'opération Husky (l'invasion de la Sicile). Grâce au succès de cet exercice, le concept de division aéroportée est sauvegardé. Par la suite, la 17e division est transférée au Royaume-Uni après la fin de l'opération Overlord.
À son arrivée en Europe, elle passe sous le commandement du XVIIIe Corps aéroporté, faisant partie de la 1re armée aéroportée alliée. Toutefois, elle n'est pas choisie pour participer à l'opération Market Garden aux Pays-Bas. En effet, les Alliés estiment qu'elle est arrivée trop tardivement pour être prête à temps. Pour autant, dès la fin de cette opération, elle est débarquée en France puis envoyée en Belgique où elle participe à la bataille des Ardennes. Après celle-ci, elle est envoyée au Luxembourg pour préparer l'assaut sur le Rhin. En mars 1945, elle prend part à la seule opération aéroportée de son histoire, lors de l'opération Varsity, aux côtés de la 6e division aéroportée britannique. Celle-ci est un succès et l'unité poursuit sa progression à travers l'Allemagne du Nord jusqu'à la fin de la Seconde Guerre mondiale. Elle joue brièvement un rôle d'occupation du territoire allemand avant de repartir pour les États-Unis, où elle est démobilisée en septembre 1945, bien qu'elle soit brièvement réactivée comme formation d'entraînement entre 1948 et 1949.

## Création
Le concept de formations aéroportées de grande envergure est expérimenté d'abord par la Wehrmacht, d'abord à l'occasion de l'opération Weserübung (l'invasion du Danemark et de la Norvège) puis lors de divers assauts aéroportés en Belgique et aux Pays-Bas. Enfin, une importante opération aéroportée est menée au cours de la bataille de Crète, en 1941. Les Alliés sont marqués par les réussites de ces actions, en dépit des lourdes pertes chez les parachutistes, et décident de créer leurs propres unités. Ainsi, ce sont cinq divisions aéroportées américaines et deux divisions aéroportés britanniques qui sont formées, en plus d'unités plus modestes. La 17e division aéroportée est activée le 15 avril 1943 au Camp Mackall, en Caroline du Nord, sous la direction du Major General William Miley. Elle comprend originellement le 513e régiment d'infanterie parachutiste, créé le 11 janvier 1943 à Fort Benning, le 193e régiment d'infanterie aéroportée (c'est-à-dire transportée par planeurs ou glider infantry en anglais) et le 194e régiment d'infanterie aéroportée. La cérémonie officielle de création a lieu le 1er mai 1943, en présence de plusieurs milliers et de civils et de militaires, dont le Major General Eldridge G. Chapman, commandant de l' Airborne Command.
La division reste d'abord aux États-Unis pour son entraînement, qui, à l'image de celui des autres unités aéroportées, est particulièrement difficile, pour justifier leur statut d'unités d'élite. L'entraînement inclut de longues marches forcées, des atterrissages en parachute simulés du haut de tours de dix mètres et de soixante-seize mètres et de véritables sauts depuis des avions de transports. Toute hésitation au moment de sauter est sanctionnée par une expulsion pour le candidat. Le taux d'échec est élevé, sans que cela n'entraîne de pénurie du nombre de candidats, en raison notamment de la solde élevée dont bénéficient les troupes aéroportées par rapport aux autres unités d'infanterie.
Avant la fin de l'entraînement, un débat apparaît au sein de l'armée américaine sur le meilleur usage à faire des forces aéroportées, soit sous la forme d'unités compactes, soit sous une forme plus massive. Le 9 juillet 1943, les Alliés utilisent pour la première fois l'arme aéroportée à grande échelle, avec l'intervention d'éléments de la 82e division aéroportée américaine et de la 1re division aéroportée britannique, lors de l'invasion de la Sicile. Le chef de la 11e division, le général Swing, est alors temporairement envoyé comme conseiller pour l'arme aéroportée auprès du général Dwight Eisenhower au cours de l'opération et il observe celle-ci, dont les résultats sont médiocres. La 82e a subi de lourdes pertes et n'a pas été en mesure de remplir plusieurs de ses objectifs.
En faisant le bilan des résultats des forces aéroportées lors de l'opération Husky, Eisenhower considère que les grandes formations sont trop difficiles à coordonner au combat pour être utiles. Le lieutenant général Lesley McNair, le commandant des forces terrestres de l'US Army, a les mêmes appréhensions. Alors qu'il était auparavant un fervent partisan des forces aéroportées, les interventions de celles-ci en Afrique du Nord et en Sicile le font douter de leur efficacité. Toutefois, d'autres officiers hauts gradés, comme le chef d'état-major de l'US Army George Marshall, ne sont pas d'accord. Ainsi, Marshall parvient à persuader Eisenhower de retarder sa décision jusqu'à ce que les résultats d'une grande manœuvre planifiée pour décembre 1943 puissent être évalués.
Quand Swing revient aux États-Unis pour reprendre le commandement de la 11e division à la mi-septembre 1943, il reçoit l'ordre de mettre au point cette manœuvre. McNair lui ordonne de créer un comité (le Swing Board) comprenant des officiers de l'armée de l'air, des forces parachutistes, de l'infanterie aéroportée et de l'artillerie, dont la coordination lors de l'exercice doit décider du sort des divisions aéroportées. Alors que la 11e division est toujours une force de réserve aux États-Unis et n'a pas encore connu le combat, le Swing Board la choisit pour participer à ce test grandeur nature. En outre, ce dernier doit faire bénéficier la division d'un entraînement supplémentaire, à l'image du précédent exercice à grande échelle conduit par les 101e et 82e divisions aéroportées quelques mois plus tôt.

## Histoire
La division participe à la manœuvre de la 2e armée américaine au Tennessee à partir du 6 février 1944. Elle termine son entraînement le 27 mars 1944 et est transférée au Camp Forrest le 24 mars 1944. La division passe par le Camp Myles Standish le 12 août 1944 avant de partir depuis Boston le 20 août et d'arriver au Royaume-Uni le 26 août.
Une fois arrivée dans ce pays, elle est rattachée au 18e corps aéroporté dirigé par le Major General Matthew Ridgway, qui commande toutes les formations aéroportées américaines. Ce corps fait lui-même partie de la 1re armée aéroportée alliée, sous la direction du Lieutenant General Lewis H. Brereton. Toutefois, la 17e division n'est pas choisie pour participer à l'opération Market Garden, une action aéroportée de grande ampleur dans le ciel des Pays-Bas, qui doit permettre aux Alliés de franchir le Rhin et d'entrer en Allemagne. En effet, les 82e et 101e sont préférées à la 17e division car celle-ci est considérée comme trop peu préparée logistiquement, étant arrivée tardivement en Europe. De ce fait, elle reste en Angleterre comme force de réserve alors que les Alliés poursuivent leur progression vers l'Allemagne.

### Bataille des Ardennes
Le 16 décembre 1944, la Wehrmacht lance une offensive en Ardenne, en Belgique, parvenant à percer les lignes alliées et à progresser rapidement vers Anvers. L'après-midi du 17 décembre, le général Dwight Eisenhower, commandant en chef des troupes alliées, décide d'engager ses forces de réserves dans la région pour bloquer la progression allemande. De ce fait, ce sont les 17e, 82e et 101e aéroportées du 18e corps aéroporté qui sont envoyées, rattachées à la 1re armée américaine du général Courtney Hodges, avec l'ordre de se concentrer autour de Saint Vith. Toutefois, la 17e division est toujours présente au Royaume-Uni et le mauvais temps retarde son arrivée sur le continent jusqu'au 23 décembre, où elle s'envole pour la France de nuit. Elle se rassemble près de Reims et, le jour de Noël, elle est rattachée à la 3e armée américaine du général George S. Patton. Elle doit alors tenir une position défensive qui s'étend le long de la Meuse, près de Charleville-Mézières.

## Opération Varsity

### Préparation
Après avoir participé à la bataille des Ardennes, la division quitte le front pour être mise en réserve, alors que les Alliés poursuivent leur progression vers le cœur de l'Allemagne. Toutefois, alors que la division se réorganise et s'entraîne, elle a été sélectionnée pour participer à une opération aéroportée de grande envergure, appelée Eclipse. Les plans sont arrivés à un stade significatif d'avancement et les états-majors divisionnaires ont été informés de l'opération, qui doit mobiliser la 17e division, la 82e division aéroportée et une brigade de la 6e division aéroportée britannique. L'objectif est alors de parachuter cette force au-dessus de Berlin pour s'emparer de la capitale allemande. L'opération reçoit le soutien du général Henry H. Arnold, le commandant de l'United States Army Air Corps mais elle est abandonnée le 28 mars, quand le général Eisenhower envoie un message à Staline pour lui assurer que les Américains et les Britanniques n'entreprendront aucune action pour prendre Berlin. D'autres opérations aéroportées prévues sont abandonnées mais en février, une autre action qui a pour objet de permettre aux Alliés de franchir le Rhin est planifiée, sous le nom de code de Varsity, prévoyant la participation de la 17e division.

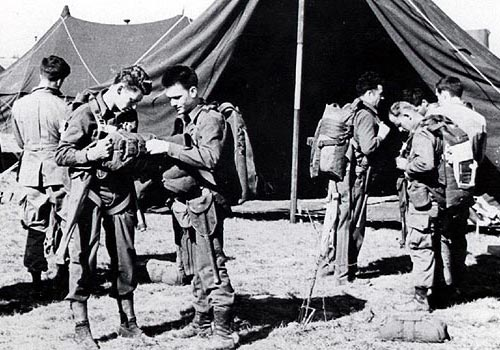
Des hommes du d'artillerie de campagne aéroportée se préparent pour l'opération Varsity.

En mars 1945, les Alliés ont déjà avancé en profondeur dans le territoire allemand, atteignant le Rhin. Il s'agit alors d'un obstacle naturel d'importance et son franchissement permettrait aux armées alliées de s'enfoncer au cœur de la plaine d'Allemagne du nord pour progresser vers Berlin et les autres villes importantes du nord de l'Allemagne comme Hambourg. Conformément à la vision d'Eisenhower, les forces alliées doivent essayer de franchir le fleuve en plusieurs points. Le général anglais Bernard Montgomery, commandant le 21e groupe d'armées, conçoit un plan, l'opération Plunder, devant permettre à ses troupes de traverser le Rhin. Il reçoit l'aval d'Eisenhower et cette action prévoit l'intervention de la 2e armée britannique du général Miles Dempsey et de la 9e armée américaine du général William Simpson, qui doivent traverser le Rhin à Rees, Wesel et au sud du canal de Lippe. Pour assurer le succès de l'opération, Montgomery demande l'intervention d'une force aéroportée pour soutenir l'action amphibie. C'est l'opération Varsity. Trois divisions aéroportées sont choisies pour y participer (la 6e division aéroportée britannique, la 13e division aéroportée américaine et la 17e aéroportée, placées au sein du 18e corps aéroporté américain.
Toutefois, alors que l'opération commence à être planifiée, il apparaît très rapidement que le nombre d'appareils de transports est insuffisant pour transporter trois divisions entières. De ce fait, la 13e division est retirée de l'opération en raison de son inexpérience, la 17e division ayant déjà connu le feu lors de la bataille des Ardennes et la 6e division ayant participé à la bataille de Normandie. Quoi qu'il en soit, l'opération Varsity constitue l'unique action aéroportée de la 17e division. Les deux divisions doivent être larguées derrière les lignes allemandes et reçoivent pour objectif d'atterrir autour de Wesel et de perturber les défenses adverses pour faciliter la progression de la deuxième armée britannique. Dans cette optique, les deux divisions sont larguées près de la ville d'Hamminkeln et reçoivent plusieurs missions. Elles doivent sécuriser la forêt de Diersfordter qui surplombe le Rhin et dont une route relie plusieurs villes entre elles. En outre, elles doivent s'emparer de plusieurs ponts au-dessus de la vallée du Vieil Yssel pour faciliter l'avance des Alliés. Enfin, la ville d'Hamminkelm elle-même doit être conquise. Une fois ces différents buts remplis, les troupes aéroportées doivent consolider leurs positions et les défendre contre les Allemands, le temps que les troupes terrestres ne les rejoignent.
La 17e division doit atterrir au sud de la zone choisie pour l'opération puis engager les forces allemandes présentes, sécurisant la forêt de Diersfordterwald qui domine la région puis capturant trois ponts franchissant le Vieil Yssel. Elle parvient ensuite à tenir le territoire conquis jusqu'à ce qu'elle fasse le lien avec la 6e division aéroportée britannique, qui a atterri plus au nord. Finalement, elle continue sa progression aux côtés des forces terrestres du 21e groupe d'armées. Pour éviter les lourdes pertes subies par la 1re division aéroportée britannique lors de l'opération Market Garden, les forces aéroportées sont cette fois-ci larguées une fois seulement que les premières troupes terrestres sont parvenues à former une tête de pont sur la rive orientale du Rhin. En outre, elles sont larguées à une distance raisonnable du gros des forces alliées, pour éviter qu'elles ne restent isolées plus de quelques heures.

### La bataille

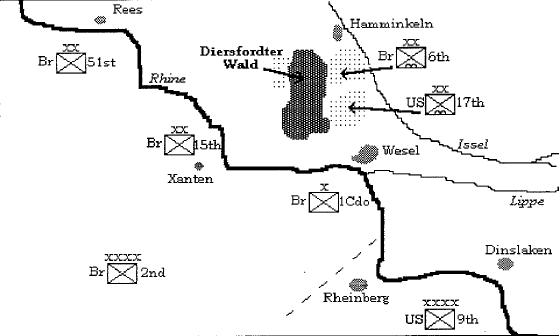
Carte des zones de largage de la 17e aéroportée et de la 6e aéroportée britannique lors de l'opération Varsity.

L'opération Plunder commence à 21 heures le 23 mars, après une semaine de bombardement aérien sur les aérodromes de la Luftwaffe, ce qui implique plus de dix mille avions alliés. Aux premières heures du 24 mars, les premières unités du 21e groupe d'armées ont franchi le Rhin malgré une forte opposition ennemie et sécurisent plusieurs têtes de pont sur la rive orientale. Dans le même temps, les avions transportant les deux divisions aéroportées partent depuis l'Angleterre et la France et se donnent rendez-vous à Bruxelles pour poursuivre jusqu'à la zone de largage. C'est un total de 541 avions de transports et 1 050 autres avions tractant 1 350 planeurs qui sont impliqués. Parmi la 17e division, 9 387 soldats sont engagés. A dix heures du matin, les premières unités aéroportées atterrissent sur le sol allemand, treize heures après le début de l'offensive terrestre.
Le 507e régiment d'infanterie parachutiste du colonel Edson Raff est la formation qui conduit l'assaut et est la première unité aéroportée américaine à atterrir lors de l'opération Varsisty. L'ensemble du régiment doit être largué sur la zone Z, à quelques kilomètres au nord de Wesel. Toutefois, les pilotes sont perturbés par le brouillard au sol et le régiment est largué en deux vagues différentes. Le colonel Raff et 690 hommes sont parachutés au nord-ouest de la drop zone, près de Diersfordt, le reste du régiment étant correctement parachuté sur la zone Z. Le colonel parvient à rallier les hommes atterris en dehors de la drop zone et combat une batterie d'artillerie allemande, tuant et capturant les artilleurs avant de rejoindre le reste du régiment. A 14 heures, le 507e régiment a rempli tous ses objectifs et a nettoyé la zone autour de Diersfordt, combattant plusieurs unités ennemies et détruisant un blindé allemand. Au cours de ces combats, la division gagne sa deuxième Medal of Honor grâce à l'action du soldat George J. Peters, tué après avoir chargé un nid de mitrailleuse allemande qu'il élimine avec son fusil et des grenades, permettant à ses camarades de rassembler leur équipement et de remplir leur premier objectif.

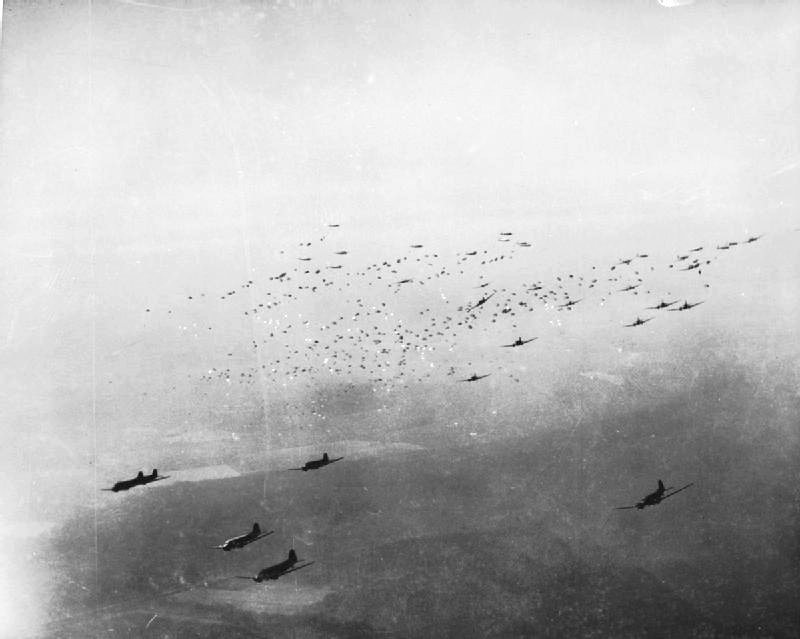
Avions de transport C-47 larguant des centaines de parachutistes lors de l'opération Varsity.

Le 513e régiment d'infanterie parachutiste fut la seconde unité aéroportée américaine à atterrir, après le 507e, sous le commandement du colonel James Coutts. En chemin vers la zone d'atterrissage, l'avion qui transportait le 513e eut la malchance de traverser une ceinture d'armement antiaérien allemande, perdant 22 des avions de transport C-46 et en endommageant 38 de plus. Tout comme le 507e, il souffrit d'une erreur de pilotage en raison du brouillard au sol, manqua aussi sa zone d'atterrissage, la zone D, et fut lâché sur l'une des zones qui avaient été désignées pour la 6e Airlanding brigade britannique. Malgré cette imprécision, les membres de la troupe se rassemblèrent rapidement et aidèrent les troupes des planeurs britanniques qui atterrirent simultanément en éliminant les nombreuses batteries d'artillerie allemandes qui couvraient la zone. Une fois que les troupes allemandes de la zone eurent été éliminées, une force combinée composée des troupes aéroportées américaines et britanniques s'abattit sur Hamminkeln et sécurisa la commune. À 14 heures, le colonel Coutts fit rapport aux quartiers généraux de la division et indiqua que le 513e avait sécurisé tous ses objectifs et avait détruit deux tanks et deux régiments d'artillerie complets durant l'assaut. Au cours de ses tentatives de sécuriser ses objectifs, le régiment gagna aussi une troisième Medal of Honor pour la division quand le soldat première classe Stuart S. Stryker reçut, à titre posthume, la récompense, après avoir conduit la charge contre un nid de mitrailleuse allemand, créant une diversion qui permit au reste de son peloton de capturer la position fortifiée dans laquelle se trouvaient les mitrailleuses.
La troisième composante de la 17e division aéroportée qui prit part à l'opération fut le 194e régiment d'infanterie des planeurs, sous le commandement du colonel James Pierce. Les membres de la troupe atterrirent à l'endroit prévu, dans la zone S, mais leurs planeurs et leurs avions-remorques subirent de lourdes pertes ; 12 transports C-47 furent perdus sous les feux des batteries antiaériennes, lesquels endommagèrent également 140 aéronefs. Le régiment atterrit au milieu de plusieurs batteries d'artillerie allemandes qui livraient bataille aux forces terrestres alliées qui traversaient le Rhin et plusieurs planeurs furent ainsi visés par des pièces d'artillerie allemandes dont les canons étaient pointés en vue d'un feu direct. Toutefois, ces batteries d'artillerie et leurs équipes furent défaites par les troupes des planeurs et la 194e division fut rapidement en mesure de confirmer que ses objectifs avaient été sécurisés et que 42 pièces d'artillerie, 10 chars, 2 canons antiaériens chenillés et 5 canons chenillés avaient été détruits.

### Conséquences
L'opération Varsity est un succès notable puisque tous les objectifs fixés à la 17e division sont atteints, souvent quelques heures après le début de l'opération. Les ponts sur l'Issel sont pris sans grandes difficultés, même si l'un d'entre eux est détruit pour empêcher qu'il ne soit repris lors d'une contre-attaque allemande. La forêt de Diersfordter est débarrassée des troupes allemandes s'y trouvant et les routes qui auraient permis aux Allemands d'acheminer des renforts ont été coupées par les forces aéroportées. À la tombée de la nuit le 24 mars, la 15e division d'infanterie britannique fait la jonction avec des éléments de la 6e division aéroportée et, à minuit, le premier pont léger construit par le génie est posé sur le Rhin. Le 27 mars, ce sont deux ponts susceptibles de recevoir le passage de blindés qui ont été dressés sur le Rhin et quatorze divisions alliées sont alors présentes sur la rive orientale du fleuve, jusqu'à vingt kilomètres à l'intérieur des terres. La division remporte sa quatrième Medal of Honour lors des jours qui suivent l'opération, quand le sergent Clinton M. Hedrick du 194e régiment aéroporté la reçoit à titre posthume pour avoir participé à la prise du château de Lembeck, transformé en position fortifiée par les Allemands. Au total, les pertes de la division s'élèvent à 1 346 hommes entre les 24 et 29 mars, date de la fin de l'opération Plunder.

### Dernières actions avant la désactivation
Après avoir participé à l'opération Varsity, la 17e aéroportée continue de progresser en Allemagne au sein du 18e Corps aéroporté, combattant les Allemands autour de Wesel, Essen et Münster. Au total, la division a combattu durant cinq mois au cours desquels 1 314 de ses hommes ont été tués et 4 904 blessés,. Lorsque l'Allemagne capitule sans condition le 7 mai 1945, la division mène des actions d'occupation dans le Nord de l'Allemagne qu'elle poursuit jusqu'au 14 juin, date à laquelle elle est relevée par des troupes britanniques. À partir de cette date, les unités de la division sont séparées et rattachées à d'autres divisions aéroportées comme la 82e division aéroportée à Berlin ou la 13e division aéroportée censée participer à l'invasion du Japon. Quand ce dernier décide de capituler, les unités de la division sont finalement réunies et reviennent au Camp Myles Standish à Taunton (Massachusetts) et la 17e aéroportée est désactivée le 16 septembre 1945. Elle est réactivée brièvement le 6 juillet 1948 comme unité d'entraînement et désactivée définitivement le 19 juin 1949.

## Composition

### Ordre de bataille
Unités de la 17e division aéroportée durant la seconde guerre mondiale
- Division Headquarters
- 193rd Glider Infantry Regiment (Dissous le 1er mars 1945)
- 194th Glider Infantry Regiment
- 507th Parachute Infantry Regiment (attaché du 27 août 1944 au 1er mars 1945, par la suite affecté)
- 513th Parachute Infantry Regiment (remplace le 517th Parachute Infantry Regiment le 10 mars 1944)
- 517th Parachute Infantry Regiment (retiré le 10 mars 1944 et remplacé par le 513th Parachute Infantry Regiment)
- Division Artillery
  - 464th Parachute Field Artillery Battalion (75mm) (affecté le 4 juin 1945)
  - 466th Parachute Field Artillery Battalion (75mm)
  - 680th Glider Field Artillery Battalion (75mm)
  - 681st Glider Field Artillery Battalion (75mm)
- 139th Airborne Engineer Battalion
- 155th Airborne Antiaircraft Battalion
- 224th Airborne Medical Company
- 17th Parachute Maintenance Company
- Headquarters Special Troops
  - Headquarters Company, 17th Airborne Division
  - Military Police Platoon
  - 717th Airborne Ordnance Maintenance Company
  - 517th Airborne Signal Company
  - 411th Airborne Quartermaster Company
  - 17th Counter Intelligence Corps Detachment
  - Band (affecté le 1er mars 1945)
  - Reconnaissance Platoon (affecté le 1er mars 1945)
- 550th Airborne Infantry Battalion (non affecté; sous le contrôle opérationnel de la division au cours de l'offensive des Ardennes)
- 761st Tank Battalion (attaché du 15 au 27 janvier 1945)
- 811th Tank Destroyer battalion (attaché du 17 au 27 janvier 1945)[31]

## Théâtres d'opérations
- 16 décembre 1944-25 janvier 1945 : Bataille des Ardennes
- 24 mars 1945 : Opération Varsity

## Sources
- (en) Blair Clay, Ridgway’s Paratroopers – The American Airborne In World War II, The Dial Press, 1985 (ISBN 1-55750-299-4)
- (en) Gerard M. Devlin, Paratrooper–The Saga Of Parachute And Glider Combat Troops During World War II, Robson Books, 1979 (ISBN 0-312-59652-9)
- (en) E. M. Jr Flanagan, Airborne–A Combat History Of American Airborne Forces, The Random House Publishing Group, 2002, 452 p. (ISBN 0-89141-688-9)
- (en) Brian Jewell, "Over The Rhine" – The Last Days Of War In Europe, Spellmount Ltd, 1985, 64 p. (ISBN 0-87052-128-4)
- (en) Bart Hagerman, 17th Airborne Division, Turner Publishing Company, 1999, 176 p. (ISBN 1-56311-436-4, lire en ligne)
- (en) Peter Harclerode, Wings Of War–Airborne Warfare 1918–1945, Weidenfeld & Nicolson, 2005, 656 p. (ISBN 0-304-36730-3)
- (en) James A. Huston, Out Of The Blue–U.S Army Airborne Operations In World War II, Purdue University Press, 1998, 327 p. (ISBN 1-55753-148-X, lire en ligne)
- (en) T.B.H. Otway, The Second World War 1939–1945 Army – Airborne Forces, Imperial War Museum, 1990 (ISBN 0-901627-57-7)
- (en) Maurice Tugwell, Assault From The Sky–The History of Airborne Warfare, Westbridge Book, 1971 (ISBN 0-7153-9204-2)